# Warsong
Warsong (conosciuto come  (ラングリッサー?, Langrisser) in Giappone) è un videogioco sviluppato dalla NCS. Il gioco miscela elementi dei giochi di guerra con quelli dei RPG, in modo simile alla serie Fire Emblem.
Il videogioco è stato inizialmente reso disponibile per console Mega Drive/Genesis e per PC Engine, pubblicato dalla Treco in America, diventando il primo e unico titolo della serie ad essere pubblicato al di fuori del Giappone. la versione per PC Engine è stato pubblicato con il titolo Langrisser: The Descendants of Light. In seguito è stato nuovamente commercializzato con il titolo Der Langrisser in una compilation di videogiochi pubblicata per Sega Saturn e PlayStation. La stessa compilation è stata resa disponibile per PlayStation Network nel 2009.
Il character design del videogioco è stato realizzato da Satoshi Urushihara.